# 페어웨더산
페어웨더산(Mount Fairweather)은 미국 알래스카주와 캐나다 브리티시컬럼비아주의 경계에 있는 산으로, 높이 4,671이다. 산 대부분은 글레이셔만 국립공원에 걸쳐 있으며, 태평양에서 20 km 거리에 있다.